# لزلی لانگلی
 لزلی لانگلی (انگلیسی: Lesley Langley؛ زادهٔ ۱ ژانویه ۱۹۴۵) یک مانکن (فرد) اهل بریتانیا است. 